# Schistura macrolepis
 Schistura macrolepis és una espècie de peix de la família dels balitòrids i de l'ordre dels cipriniformes que es troba al Pakistan.